# Булвер-Литтон, Виктор, 2-й граф Литтон
Виктор Александер Джордж Роберт Булвер-Литтон, 2-й граф Литтон (англ. Victor Alexander George Robert Bulwer-Litton, 2nd Earl of Litton; 1876—1947) — британский политический деятель.

## Биография
Родился в 1876 году в Шимле в Британской Индии. Он был сыном вице-короля Индии Роберта Булвер-Литтона, 1-го графа Литтонского и Эдит Вилльерс, графини Литтон. Получил образование в Итонском колледже и Кембриджском Тринити-колледже. В 1902 году женился на Памеле Чичеле-Плауден — бывшем объекте любви Уинстона Черчилля. В 1905 году он стал президентом Эдинбургского клуба сэра Вальтера Скотта.
Свою официальную карьеру начал, занимая различные посты в Адмиралтействе в 1916—1920 годах. В 1919 году он стал членом Тайного совета, с 1920 по 1922 годы был парламентским младшим министром по вопросам Индии, а затем стал губернатором Бенгалии, и оставался на этом посту до 1927 года. Далее занимал различные посты и привлекался к различным делам, касающимся Индии.

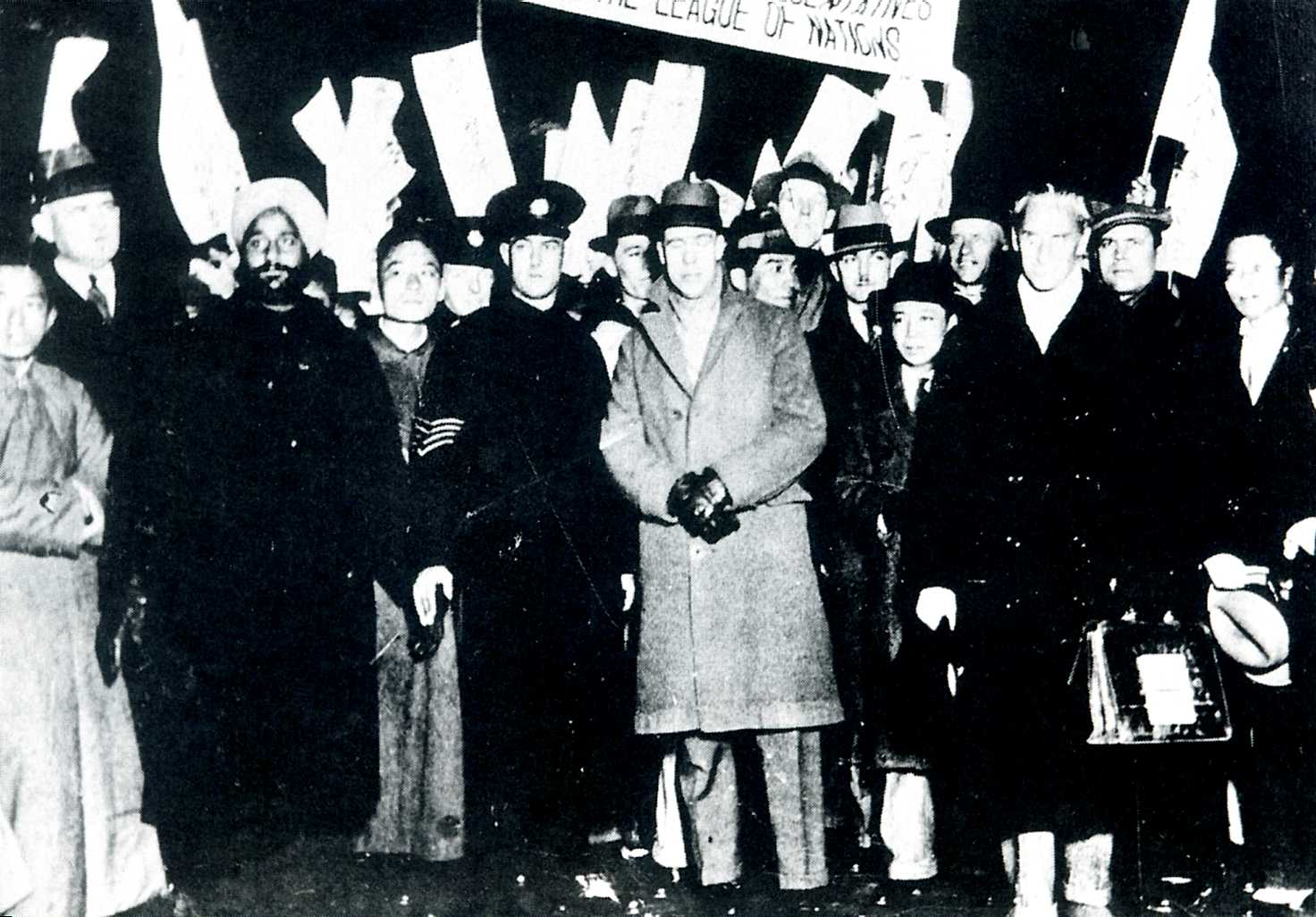
Прибытие комиссии Литтона в Шанхай. Литтон — в центре, в сером пальто

18 сентября 1931 года произошёл Маньчжурский инцидент, после которого Японская империя оккупировала Маньчжурию. Для расследования обстоятельств инцидента Лига Наций создала международную комиссию, которую возглавил Виктор Булвер-Литтон. Комиссия встретилась с представителями правительств Китая и Японии, а затем провела весной 1932 года шесть недель в Маньчжурии. После оглашения отчёта Литтона на заседании Генеральной ассамблеи Лиги Наций, когда общее мнение стало склоняться к объявлению Японии агрессором, японская делегация, возглавляемая послом Ёсукэ Мацуокой, в феврале 1933 года покинула заседания Генеральной Ассамблеи, а 27 марта 1933 года Япония официально заявила о выходе из Лиги Наций.
Виктор Булвер-Литтон является автором двух книг. Первая из них описывает жизнь Эдуарда Булвера, первого лорда Литтонского, а вторая — «Пандиты и слоны» — описывает индийский опыт автора.
В связи с тем, что оба его сына погибли ранее, после его смерти в октябре 1947 года титул графа Литтонского перешёл к его младшему брату Невиллу Булвер-Литтону.